# Cratón de Kaapvaal
El cratón de Kaapvaal (provincia de Limpopo de Sudáfrica) es, junto con el de Pilbara de Australia Occidental, uno de los dos únicos lugares que quedan de la corteza terrestre de hace entre 2500 y 3600 millones de años. Las similitudes en el registro geológico de ambos cratones, especialmente de las secuencias del eón Arcaico tardío, sugieren que ambos fueron una vez parte del supercontinente de Vaalbará.
El cratón de Kaapvaal tiene una superficie de 1,5 millones de km². Por el norte está unido al cratón de Zimbabue por el cinturón del Limpopo. Por el sur y el oeste está flanqueado por orógenos del Proterozoico, y por el este por el monoclinal de Lebombo, que contiene rocas ígneas jurásicas asociadas con la fragmentación de Gondwana. El cratón de Kaapvaal se formó y estabilizó hace entre 3700 y 2600 millones de años por formaciones de batolitos graníticos que engrosaron y estabilizaron la corteza continental durante las primeras etapas de magmatismo y ciclo sedimentario.

Localización del cratón de Kaapvaal, Sudáfrica.